# Barreira hemato-testicular
A barreira hemato-testicular é uma barreira física entre os vasos saguíneos e os túbulos seminíferos nos testículos. O nome "barreira hemato-testicular" é enganador, na medida em que não se trata de uma barreira entre o sangue e o órgão, no sentido estrito, mas é antes uma barreira entre o sangue e as células de Sertoli do túbulo seminífero, que isola as células germinativas do sangue.

## Estrutura
As paredes dos túbulos seminíferos são revestidas por células de Sertoli, no meio das quais se encontram as células da linha germinativa. A barreira é formada por junções de oclusão, junções de aderência e junções gap entre as células de Sertoli, que são células de suporte dos túbulos seminíferos, e que dividem o túbulo seminífero no compartimento basal (região externa do túbulo, em contacto com o sangue e a linfa) e no compartimento adluminal (região interna do túbulo, isolada do sangue e da linfa).

## Função
A presença da barreira hemato-testicular permite às células de Sertoli controlar o ambiente do compartimento adluminal, no qual as células germinativas (espermatócitos, espermatídeos, e espermatozoides) se desenvolvem, ao influenciar a composição química do fluido no lúmen. A barreira impede, ainda, a passagem de agentes citotóxicos (corpúsculos ou substâncias que são tóxicos às células) para os túbulos seminíferos.
O fluido no lúmen dos túbulos seminíferos é bastante diferente do plasma; contém muito poucas proteínas e glicose, mas é rico em andrógenos, estrogénios, potássio, inositol e ácido glutâmico e aspártico. Esta composição química é mantida pela barreira hemato-testicular.
A barreira hemato-testicular também tem a função de proteger as células germinativas de agentes nocivos que circulam através do sangue, previne a entrada na circulação sanguínea de produtos antigénicos resultantes da maturação das células germinativas, e consequente resposta auto-imune, e pode ainda auxiliar na manutenção do gradiente osmótico que facilita o transporte de fluido para o interior do lúmen tubular.

## Importância clínica

### Resposta autoimune
A barreira hemato-testicular pode ser danificada por trauma físico aos testículos (incluindo forças de torção ou impacto), por cirurgia, ou como resultado de uma vasectomia. Quando a barreira hemato-testicular se rompe, e os espermatozoides entram em contacto com a corrente sanguínea, o sistema imunitário desencadeia uma resposta auto-imune contra estas células. Os anticorpos anti-espermatozoide gerados pelo sistema imunitário podem ligar-se a diversas regiões antigénicas na superfície dos espermatozoides. Se se ligarem à cabeça do espermatozoide, o espermatozoide pode tornar-se menos capaz de fertilizar um oócito (ver reacção acrossómica) e, se se ligarem ao seu flagelo, a sua motilidade pode ser comprometida.